# Bon Jovi
A Bon Jovi amerikai rockegyüttes, melyet 1983-ban alapított John Francis Bongiovi Jr., művésznevén Jon Bon Jovi Sayreville-ben (New Jersey).
Az alapító tagok: Richie Sambora – gitár, David Bryan – billentyűs, Alec John Such – basszusgitár, Tico Torres – dobos.
A zenekar a pop-metál stílus megalkotója, egyben annak legnagyobb sikert elért képviselője. A Def Leppard hangos, de dallamos metáljának és Bruce Springsteen (John Bon Jovi egyik példaképe) munkásosztálybeli érzékenységének összedolgozásával létrehozták a hard rock vonzóan melodikus, egyben professzionális változatát, mely hallgatható lett mind a tizenévesek, mind a háziasszonyok számára. Sikerüknek több titka is volt, szorgalmukon kívül részben az, hogy kiváló dalszerzőkkel dolgoztak, és az általuk írt dalokat, elsősorban az erőteljes balladákat megfelelően reklámozva sikerre vitték, s ezzel olyan trendet indítottak el, amely az elkövetkező évtizedben meghatározója lett az élvonalbeli hard rocknak és metálnak. Szintén ügyesen éltek azzal az adottsággal, hogy énekesük, Bongiovi kifejezetten fotogén alkat. Ezért videóklipjeik szerkezetükben egyszerűek, színpadi előadásra építettek voltak, hogy kiemeljék Bongiovi külsejét. Ezek az ötletes praktikák adták a felhajtóerőt a multi-platinalemez eléréséhez az 1986-os Slippery When Wet és az 1988-as New Jersey albumoknak, miután az első két lemezük csak mérsékelt sikert hozott az együttes számára. Az együttes a ’90-es évek alatt sikeres stílusbeli váltást hajtott végre a metáltól eltávolodva az egyszerű aréna rock és a nagy balladák irányába.
2006-ban a Bon Jovi elnyerte a Grammy-díjat a „Legjobb country duett” kategóriában a Jennifer Nettles country-énekesnővel közösen előadott "Who Says You Can't Go Home" dallal, amely a Billboard magazin "Hot Country Songs" slágerlistáján is első helyig jutott. Emellett a Crush, a Bounce és a Lost Highway lemezeikért többször is jelölték őket Grammy-díjra.
Az együttes tizenegy stúdióalbumot adott ki, melyek közül kilenc elérte a platinalemez státuszt. 19 kislemezük került be a Top 40-be a Billboard Hot 100 listán, ebből négy elérte a #1 pozíciót ("You Give Love a Bad Name", "Livin' on a Prayer", "Bad Medicine" és "I'll Be There for You"). A Billboard 200 ranglistán is a Bon Jovi tartja a rekordot a Slippery When Wet albummal, amely a hard rock lemezek közül a leghosszabb ideig tudott folyamatosan az első helyen maradni. Szintén ők büszkélkedhetnek a legtöbb Top 10 kislemezt adó hard rock albummal, a New Jersey album öt slágerével. Megjelent még egy élő felvételekből összeállított, két gyűjteményes és két greatest hits albumuk. Az elmúlt 27 év során több mint 120 millió albumot adtak el világszerte, ebből az USA-ban 34 milliót, így minden idők egyik legsikeresebb együttesének számít. Rajongótáboruk három generáció tagjait foglalja magában.

## Története

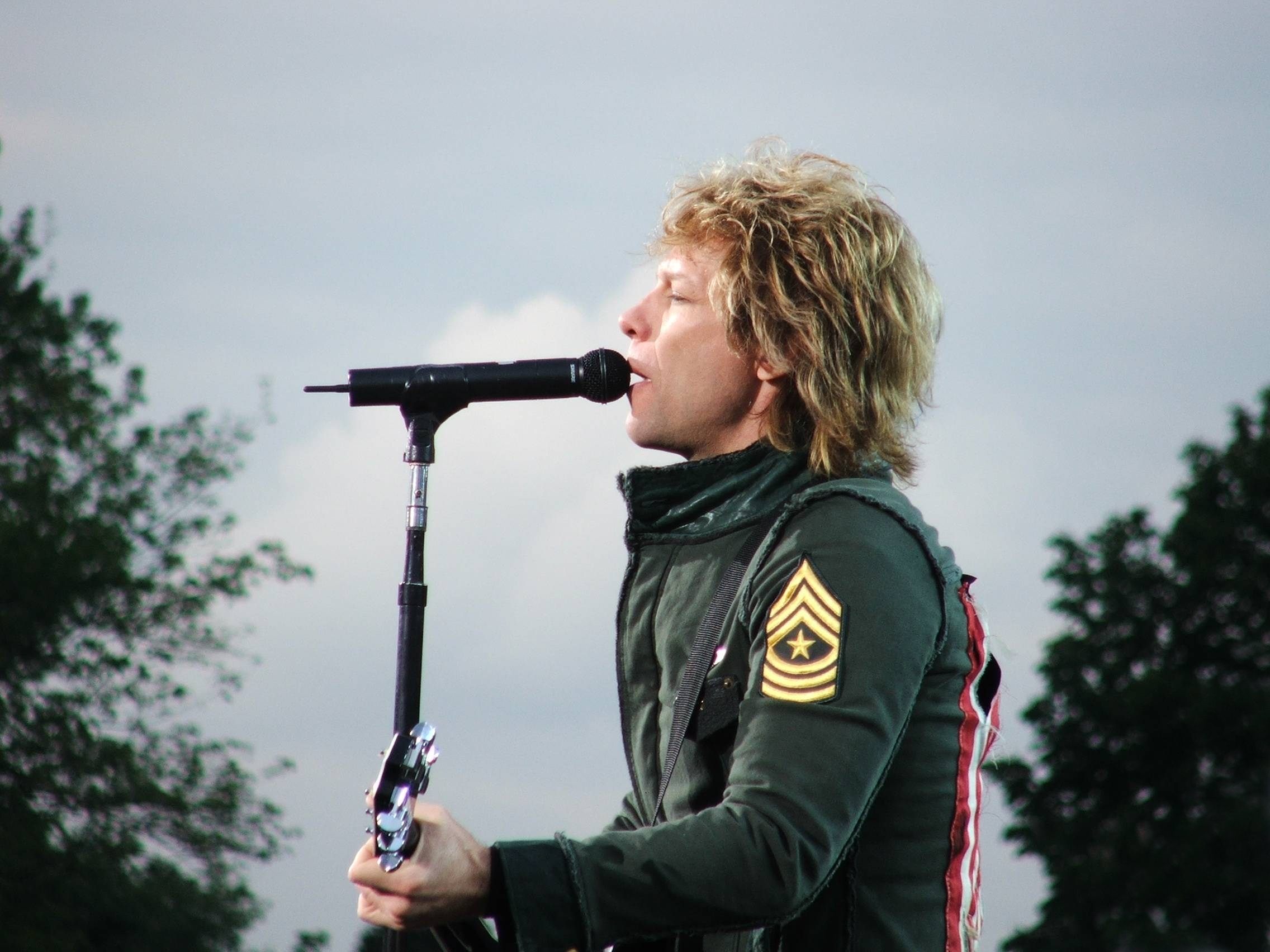
Jon Bon Jovi

Bongiovi kamaszkorának javát az iskola helyett barátjával, David Bryan Rashbaummal együtt rock & roll zenéléssel és énekléssel töltötte helyi zenekarokban. Vele alapította meg első együttesüket, az Atlantic City Expressway-t (a New Jersey-i autópálya után elnevezve), mellyel New Jersey klubjaiban léptek fel. Bongiovi játszott a John Bongiovi And The Wild Ones-ban is, valamint sok időt töltött az unokatestvére, Tony Bongiovi tulajdonában álló, híres New York-i hangfelvétel-készítő stúdióban, a Power Station Studioban, ahol takarítói munkája mellett lehetősége nyílt demok készítésére is ismert zenészek együttműködésével (pl. Aldo Nova).
1983-ban Bongiovi elment a helyi rádióállomásra, a WAPP 103.50 FM-be Lake Successben (NY). Beszélt John Lassmannal, a promóciós igazgatóval, aki elfogadta a "Runaway" című dalának demoját a kiadó által a helyi tehetségekkel készített gyűjteményes lemezen való megjelentetésre. A demot Bongiovi stúdiózenészekkel vette fel.
A "Runaway"-t játszani kezdték a New York-i térségben, majd hamarosan más, nagyobb piaccal rendelkező testvérállomások is átvették, és a WAPP fellépési lehetőséget is ajánlott Bongiovinak. Ezen a ponton Bongiovi saját zenekar szervezésébe kezdett, felismervén azt, hogy a további eredmények eléréséhez állandó csapatra van szüksége. Felhívta Rashbaumot, aki kapcsolatba lépett Alec John Such-al, és bevonta szomszédját, a gitáros Dave Sabo-t (őt Bongiovi hamarosan lecserélte Richie Sambora-ra), valamint Tico Torrest.
Csatlakozása előtt Richie Sambora Joe Cocker-rel turnézott együtt a „Mercy” nevezetű zenekarban, és még eközben kapott hívást egy meghallgatásra a "Kiss" zenekarhoz. Richie szintén közreműködött a "Message" zenekar Lessons című albumán. A "Message" eredetileg Led Zeppelin Swan Song Records-jához volt szerződtetve, bár az albumot sosem adták ki.
Tico Torres is tapasztalt zenész volt; felvételeket készített Miles Davis-szel, és élőben zenélt az "Operaház fantomjában", a The Marvelettes-szel és Chuck Berryvel. 26 felvétel elkészítésében működött közre, és korábban részt vett a Franke and the Knockouts felvételeinek elkészítésében is (egy Jersey-i együttes a korai 1980-as évekből).
David Bryan kilépett az első együttesből, amit ő és Bongiovi alapítottak, és főiskolára ment tanulni. Hamarosan rájött, hogy egész idejét a zenélésnek kívánja szentelni, így végül átment a Juilliard Schoolba, a New York-i zenei iskolába. Amikor Bongiovi felhívta barátját a hírrel, hogy új zenekart alapít, és kilátásban van lemezszerződés is számukra, Bryan félbehagyta tanulmányait, és csatlakozott hozzá.
A Bon Jovi felállása, mely nem változott egy évtizedig, a következő volt:
- Jon Bon Jovi – ének, gitár, szájharmonika
- Richie Sambora – gitár, háttérvokál, talkbox
- David Bryan – billentyűsök, szintetizátorok, háttérvokál
- Tico Torres – dobok, cintányérok, ütőhangszerek
- Alec John Such (1983–1994) – basszusgitár, háttérvokál

### Az 1980-as évek
Amikor összeállt a zenekar, bemutatókon, és helyi tehetségek számára biztosított eseményeken léptek fel. Egy ilyen alkalommal figyelt fel rájuk 1983-ban New Yorkban Derek Shulman, aki leszerződtette a Bon Jovit a Polygram-hez.
A zenekar neve eredeti szándékuk szerint Johny Electric lett volna, baráti tanácsra, némi vonakodás után követték az akkor már híressé vált Van Halen példáját a név kialakításában. Shulman javaslatára Bongiovi is átalakította nevét, hogy angolosabb hangzása legyen, valamint Rashbaum is ekkor hagyta le családnevét, második keresztnevét használva helyette.
Az együttes előzenekarként játszhatott a ZZ Top Madison Square Garden-i koncertjén. Amikor a népszerű American Bandstand zenei TV-műsorban bemutatkoztak, az MTV leadta első klipjüket. Ezek a fellépések lehetőséget adtak a zenekar számára stabil rajongói kör kialakítására még első lemezük megjelenése előtt.
Új menedzserük, Doc McGhee segítségével, 1984. január 21-én kiadhatták bemutatkozó albumukat, a Bon Jovit. Az Egyesült Államokban aranylemez lett belőle (több mint 500 000 eladott példánnyal). A "Runaway" c. kislemez volt az együttes első Top 40-es slágere, mely a 39. helyet érte el a Billboard Hot 100-en. A lemez megjelenése után turnéra indultak, előzenekarként vettek részt Európában a Scorpions és a Kiss koncertjein.
1985 áprilisában megjelent második albumuk, a 7800° Fahrenheit. A rádiókban főleg az „In And Out of Love”, az „Only Lonely” és a "Silent Night" c. dalakait játszották, feltűnt még a "The Hardest Part Is The Night" is. Bár az album hatalmas sikert aratott a rajongók körében, szakmai körökből mégis inkább negatív kritika érte. A kritikusoknak nem tetszett a jól fésült külső a hard-rock zenekarnál, sem a dalok stílusa, amely szerintük közelebb állt a pophoz, mint a metálhoz. Ekkor a Monsters of Rock koncertjein léptek fel Angliában.
Érdekesség, hogy ezen album borítóján már fellelhető a Bon Jovi karaktertípus, ami az 1990-es és a 2000-es években már másképpen néz ki. A Bon Jovi albumon csak egy egyszerű, aranysárga színű felirat van. S mivel az előadó és az album címe megegyezik, ezért célszerű – és elég – volt csak egyszer kiírni azt. A Bon Jovi '80-as és '90-es évekbeli betűinek típusát azok hegyeinek kiemelése, hegyesítése jellemzi, ezért ez teljesen egyedi, de nem olyan nehezen utánozható is egyben. Ami csak a '80-as években kiadott albumokra jellemző, az az a kicsi rombusz a "BON" és a "JOVI" között. Aki nem ismeri még a zenekart, és nevének helyesírását, az könnyen azt hiheti, hogy az egy kötőjel. Pedig valójában csak szépítésül került oda, tehát kizárólag díszként volt szerepe. Ez a motívum az 1990-es évekre már eltűnt; legjobb példa erre az 1992-ben kiadott Keep The Faith című lemezen lévő Bon Jovi felirat. A 7800° Fahrenheitén ez kék, a Slippery When Wetén piros, a New Jersey-én pedig enyhén sötétesbarna. A '90-es években 3 általuk kiadott albumokon: a Keep The Faith borítóján fehér a Bon Jovi felirat, a Cross Roadén piros, a These Days-én szintén fehér.
Harmadik lemezük 1986. augusztus 18-án jelent meg, Slippery When Wet címmel. Tapasztalataik és a kritikák alapján változtattak módszereiken, mely végül meghozta a zenekar számára a remélt sikert. Az első fontos újítás Desmond Child profi dalszerző bevonása volt, a második pedig az, hogy helyi, New Jersey-i és New York-i tizenéveseket kértek fel a megírt 30 dal meghallgatására, és visszajelzéseiket felhasználva alakították ki a lemez felépítését. Az első kislemez, a "You Give Love a Bad Name" lett az együttes első No.1 dala a Billboard listán. Az ezt követő kislemez, a "Livin' On A Prayer" szintén elérte a legjobb helyezést, majd négy hétig megőrizte első helyét. Az album harmadik kislemeze, a „Wanted Dead or Alive” a 7. helyen végzett Billboard listán. Az énekes, Jon Bon Jovi kamerabarát, vonzó külsejének felhasználása szintén segítette a zenekart sikerei elérésében. A tizenévesek szobái, szekrényei tele voltak ragasztva az együttes posztereivel, és az MTV is szívesen dolgozott velük, számos, élő koncertjeiken készült felvételüket adták le. 1987-ben a Slippery When Wet lett a Billboard szerint a legmagasabb példányszámban eladott lemez, és a „Livin’ on a Prayer” nyerte el a legjobb színpadi előadás díját az MTV Video Music Awards díjkiosztón. Az együttes szintén elnyerte a legjobb pop/rock együttes díját az American Music Awards díjkiosztón, és a közönségszavazatok alapján ők lettek a legjobb rock zenekar is abban az évben.
A Slippery When Wet koncertkörút során több mint 200 előadást tartottak. A lemez 1986. augusztus 18-ai megjelenése óta több mint 26 millió példányban kelt el világszerte.
A Bon Jovi új albuma, a New Jersey készítésekor a Slippery When Wetnél alkalmazott, és bevált módszereket használta. A lemez 1988 októberében jelent meg. Az első kislemez, a „Bad Medicine” két hétig volt a Billboard első helyén. A további három kislemez – a „Born to Be My Baby”, „I’ll Be There for You”, „Living in Sin” – szintén feljutott az első 10 helyezett közé. Az együttes 1989-90-es turnéja során több mint 150 koncertet adott. Részt vettek a Moszkvai Béke Zenei Fesztiválon is. A 16 hónapos koncertkörút végére a tagok fizikailag, mentálisan és érzelmileg is kimerülten tértek haza. A zenekarnak nem voltak világos tervei a folytatást illetően.

### Az 1990-es évek
1990-92-ben a tagok saját útjukat járták. Jon Bon Jovi (Blaze of Glory) és Richie Sambora (Strangers in Town) sikeres szólólemezeket adtak ki. Jon Bon Jovi elégedetlen volt a zenekar körüli status quoval, ezért 1991-ben elbocsátotta az együttes managerét (Don McGhee), pénzügyi tanácsadóit, és az őket képviselő ügynököket. Saját kezébe vette ügyeik intézését, összegyűjtötte a tagokat, és az együttes stúdióba vonult, hogy új lemezt készítsenek.
Munkájuk eredményeként 1992. november 3-án kiadták következő albumukat, a Keep the Faith-t. A dalok szövegeikben és zenei kidolgozottságukban jelentős fejlődést mutattak, mellyel – méltán – sikerrel tudták átvezetni a Bon Jovit a ’90-es évek változó zenei ízlésvilágába úgy, hogy közben nem veszítették el saját hangzásukat. A jól lebonyolított stílusváltás eredményeképp a Bon Jovi volt az egyetlen olyan amerikai pop-metál zenekar, amely meg tudta őrizni rajongóit. A zenén túl az együttes arculata is megváltozott. Elhagyták a 80-as évek díszes ruháit a feszes leggingsekkel és loboncos hajjal, és a továbbiakban mellőzték a kirívó külsőségeket (emlékezetes Jon Bon Jovi frizuraváltása, mely helyet kapott a CNN híreiben is).
A lemezről két szám, a „Keep The Faith” és a „Bed of Roses” ért el top 10-es helyezést a listákon. A rajongótábor kedvencei az „I Believe” és a „Dry County” voltak.
A lemez promotálásának céljából néhány alkalommal ismét felléptek azokban a kis New Jersey-i klubokban, ahol a zenekar indulásakor jártak. Szintén szerepeltek az MTV Unpluggedban 1992-ben, az American Music Awards-on és a Saturday Night Live-ban 1993 elején.
1993-ban megjelent az első greatest hits lemezük, a Cross Road. Ezen a korábbi sikerek mellett két új dal, a „Someday I’ll be a Saturday Night” és az „Always” szerepelt, mely utóbbi Európában első helyezést ért el a listákon, és hat hónapot töltött a top 10 között a Billboard Hot 100-en az USA-ban, így az együttes egyik legsikeresebb dala lett.
1994-ben a The Cowboy Way mozifilm zenéjéhez írtak egy dalt, „Good Guys Don’t Always Wear White” címmel, melyet az az évi MTV Music Awards díjkiosztón is előadtak. Ebben az évben lépett ki Alec John Such az együttesből. Utódja – nem hivatalos tagként, mivel a megmaradt négy tag Such és munkássága iránti tiszteletből úgy döntött, hogy hivatalosan nem pótolják őt – Hugh McDonald lett, aki korábban a Runaway-felvétel basszusgitárosa volt.
1995-ben a Bon Jovi, hogy hangsúlyt adjon új korszakának, addigi legnagyobb turnéjára indult, mely során 38 országban 177 koncertet adott. A turné idején adták ki hatodik stúdiólemezüket, a These Dayst, mellyel elnyerték az MTV Music Awards Best Rock díját. Az egyetlen kislemez a „This Ain’t a Love Song” világszerte sikeres lett. Talán a legismertebb, három estés koncertjük, amit még az album megjelenése előtt adtak 1995. június 25-én, a londoni Wembley Stadionban volt.
A koncertkörút után két év pihenőt tartott a zenekar, ez alkalommal előre közösen megegyeztek a szünettartásban. Ebben az időszakban más tevékenységekkel foglalkoztak a tagok. Jon Bon Jovi (Destination Anywhere), Sambora (Undiscovered Soul) és Bryan (Under a Full Moon) szólólemezeket adtak ki, valamint Jon színészkedett, Bryan pedig musicaleket írt és hangszerelt. Tyco festészettel és szobrászattal foglalkozott, elismerést szerezve mindkét területen. 1999-ben kezdtek ismét dolgozni, a „Real Life” című dalukkal jelentek meg, melyet az EDTV c. filmhez írtak (Bryan később csatlakozott az együtteshez, mert ekkor még ujj-sérüléséből gyógyult).

### 2000-től 2012-ig
2000-ben jelent meg a Crush, a Bon Jovi hetedik stúdióalbuma. Kislemezei, az „It’s My Life”, „Thank You For Loving Me”, „Say It Isn’t So” mind hatalmas sikert arattak, és az együttesnek sikerült egy újabb, fiatal generációt bevonni rajongótáborába. A lemez több mint 8 millió példányban kelt el, és két Grammy jelölést hozott a zenekar számára. Az „It’s My Life” elnyerte a VH-1 Music Awards díját a „legjobb videóklip” kategóriában. Az együttes ezt követően ismét éveken át tartó turnékörútra indult.
2001-ben a turnézás idején adták ki első – teljes pályafutásuk során felvett – koncertfelvételekből összeállított lemezüket, melynek címe One Wild Night Live 1985–2001. A lemezt 2 milliós példányszámban adták el. A Crush és One Wild Night turné végeztével az együttes rövid pihenőt tervezett tartani következő lemezük készítése előtt, azonban a 2001. szeptember 11-i események megváltoztatták terveiket. Számos megemlékezésen és az áldozatok családjainak megsegítésére szervezett adománygyűjtő koncerten vállaltak fellépést.
2002-ben jelent meg nyolcadik stúdiólemezük, a Bounce (a cím nem csak arra utalt, hogy az USA képes felépülni a 2001-es eseményekből, de magát az együttesre is, mely újra és újra meg tudott újulni pályafutása során). Az anyag hangszerelésében visszatért a Bon Jovi gyökereihez, amit a rajongók jól fogadtak, viszont a kritikák – hasonlóan az első lemezekhez – ismét lehúzták a hagyományokat követő, egysíkú stílus miatt.
2003-ban a Bounce turné után új projektbe kezdtek: élő, akusztikus felvételekből szándékoztak gyűjteményes lemezt készíteni, míg végül annyira belemerültek a munkába, hogy 12 korábbi slágerüket teljesen átdolgozták, újraírták és újra felvették. Az album This Left Feels Right címmel jelent meg 2003 novemberében.
2004-ben CD csomagot adtak ki 100,000,000 Bon Jovi Fans Can't Be Wrong címmel. A csomagban egy DVD és négy CD volt, 38 kiadatlan és 12 ritka felvétellel. A kiadvány az együttes fennállásának 20. évfordulójára szánt megemlékezés, illetve annak jelzése volt, hogy pályafutásuk során 100 millió Bon Jovi lemezt adtak el.
Have a Nice Day lemezük 2005-ben jelent meg, melyet ismét sikeres turnéval népszerűsítettek. Első kislemezük a „Have a Nice Day” volt, melyet a "Who Says You Can’t Go Home" követett. Ennek duett változatát a következő évben kihozták az USA-ban, melyet Jon Bon Jovi Jennifer Nettles-el adott elő. 2006 májusában a Bon Jovi lett az első rock & roll zenekar, mely első helyezést ért el a Billboard Hot Country listáján. Még abban az évben a NASCAR Daytonai futamán szerepelt a Bon Jovi, mely az első ilyen fellépésük volt. 2007-ben Jon Bon Jovi és Jennifer Nettles elnyerték a duettel a Grammy díjat a Best Country Collaboration with Vocals kategóriában. Az együttes pedig a közönségszavazatok alapján kapta meg a Best Rock Song díját ugyanezért a dalért.
Követve korosodó rajongótáboruk változó zenei ízlését, és a hatalmas sikert szem előtt tartva, melyet a country műfajába tett látogatásuk hozott, 2007-ben saját rock stílusukat countryzenei hatásokkal erősen átitatott, egyfajta műfaji keresztezésre épített lemezt adtak ki, a Lost Highway-t. Kísérletük osztatlan sikert aratott, koncertjeik telt házasok voltak világszerte. Három kislemez jelent meg az albumról, a „(You Want to) Make a Memory”, a „Lost Highway”, és egy duett LeAnn Rimes-szal, a „Till We ain’t Strangers Anymore”. Ez utóbbi több country díjra kapott jelölést, és elnyerte a CMT díját a Collaborative Video of the Year kategóriában 2008-ban. A Lost Highway turné hozta a legnagyobb bevételt az együttes fennállásának történetében. A turné során forgatócsoport kísérte az együttest, a felvételekből Phil Griffin rendezésében készült filmet 2009-ben adták ki When We Were Beautiful címmel.
Szintén 2009-ben Andy Madadian iráni énekessel elkészítették a „Stand by Me” c. dal duett változatát, így szándékozták kifejezni együttérzésüket az iráni politikai zavargások miatt szenvedők iránt.
2009. november 10-én jelent meg 11. stúdióalbumuk, a The Circle. A lemez az első helyen nyitott a Billboard Hot 200-en, az első héten 163 000 példány fogyott belőle. A Bon Jovi visszatért a rock & rollhoz. A lemezhez kapcsolódó turné 2010. február 19-én indult, a The Circle Tour névvel. Több, mint 30 országban 144 koncertet adtak. A turné 2011. július 31-én ért véget a portugáliai koncerttel.
2010-ben a Bon Jovinak volt a legnagyobb koncertbevétele a világon. (201,1 millió dollár=42,5 milliárd Ft)

### Inside Out,What About NowésBurning Bridges(2012-től)

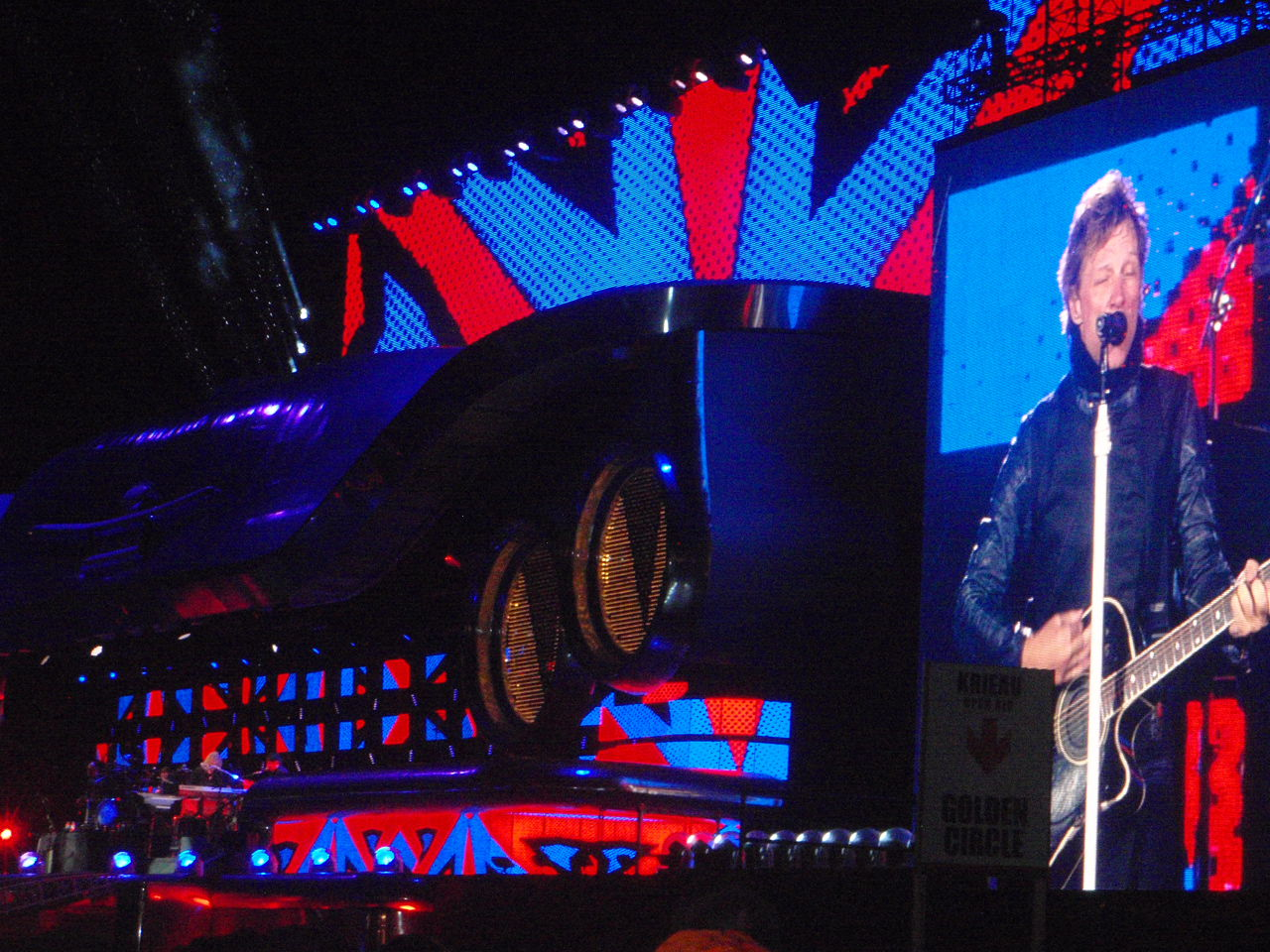
Because We Can Bécs – Krieau 2013. május 17.

2012 októberében Bon Jovi bejelentette, hogy Because We Can – The Tour címmel egy új világ turné indul 2013-ban. A turné célja az új What About Now Bon Jovi album népszerűsítése. Az album 2013. március 12-én jelent meg. A föld körüli turné 2013 februárjától Észak-Amerikába, Európába, Afrikába, a Távol-Keletre, Ausztráliába és Latin-Amerikába látogat el.
2012. november 27-én Bon Jovi megjelentett egy új video albumot, az úgynevezett Inside Out (Bon Jovi album), O2 Aréna, MetLife Stadion és Madison Square Garden helyszíneken felvett tartalommal.
2015 augusztusában napvilágot látott az együttes következő lemeze, amely a Burning Bridges címet viseli. Ez a zenekar első olyan stúdiólemeze, amelyet Richie Sambora gitáros közreműködése nélkül készítettek el.
2018-ban a zenekart beiktatták a clevelandi Rock And Roll Hall Of Fame-be, a beiktatáson pedig 1994 óta először újra fellépett a zenekarral Alec John Such basszusgitáros,és csatlakozott hozzá a 2013-ban kilépett Richie Sambora gitáros is.
Utóbb kiderült, ez volt Such utolsó fellépése, a zenész 2022 júniusában 70 éves korában elhunyt.

## Diszkográfia
- Bon Jovi (1984)
- 7800° Fahrenheit (1985)
- Slippery When Wet (1986)
- New Jersey (1988)
- Keep the Faith (1992)
- Cross Road – The Best of Bon Jovi (1994)
- These Days (1995)
- Crush (2000)
- One Wild Night Live 1985–2001 (2001)
- Bounce (2002)
- This Left Feels Right (2003)
- 100,000,000 Bon Jovi Fans Can't Be Wrong (2004)
- Have a Nice Day (2005)
- Lost Highway (2007)
- The Circle (2009)
- Greatest Hits (2010)
- Inside Out (2012)
- What About Now (2013)
- Burning Bridges (Bon Jovi-album) (2015)
- This House Is Not For Sale (2016)
- Bon Jovi 2020 (2020)
- Forever (2024)

## Turnék
- Slippery When Wet Turné (1986–1987)
- New Jersey Szindikátus Turné (1988–1990)
- Stranger in this Town Turné (Richie Sambora szóló turnéja Tico Torres és David Bryan közreműködésével) (1991)
- I'll sleep when I dead Turné (1992–1994)
- Crossroad Turné (1994–1995)
- These Days Turné (1995–1996)
- Destination Anywhere (Jon Bon Jovi szóló turnéja) (1997)
- Undiscovered Soul (Richie Sambora szóló turnéja) (1998)
- Crush Turné (2000–2001)
- One Wild Night Turné (2001–2002)
- Bounce Turné (2002–2003)
- Have a Nice Day Turné (2005–2006)
- Lost Highway Turné (2007–2009)
- The Circle Turné (2010–2011)
- Because We Can – Turné (2013)

## Díjak

### Jon Bon Jovi
- 1990: Golden Globe-díj: Legjobb dal, "Blaze of Glory" (a Vadnyugat fiai II betétdala)
- 1990: Oscar-díj: A Legjobb Eredeti Dalnak Jelölve, "Blaze of Glory" (a Vadnyugat fiai II betétdala)
- 1991: American Music Award: Legjobb Pop/Rock Szólódal, "Blaze of Glory"
- 1997: MTV Europe Music Awards: Legjobb férfi előadó
- 1998: BRIT Awards: Legjobb külföldi férfi előadó
- 2001: Az év emberbarátja a monmouthi Ételbank és az Óceáni Megyék által a bőkezű munkájáért, New Jersey lakói nevében
- 2001: Díszdoktori cím a humán tudományok területén a New Jersey-i Monmouth Egyetemtől a szórakoztatóiparban elért sikereiért, valamint emberbaráti munkájáért
- 2006: SEGĺTSÉG AMERIKÁNAK elismerés emberbaráti munkájáért a "Lakóhely az Emberiségnek"-kel
- 2006: Először lett nagykövet a "Lakóhely az Emberiségnek"-nél

### Bon Jovi – az együttes
- 1987: MTV Video Music Awards: Legjobb színpadi előadás díja
- 1988: American Music Award: Legjobb Pop/Rock együttes, duó vagy csapat
- 1991: MTV Michael Jackson Videó Vanguard Díj
- 1995: World Music Awards: Az Év Legtöbb Eladást Produkáló Rockegyüttese
- 1995: MTV Europe Music Awards: Legjobb Rock
- 1996: BRIT Awards: Legjobb külföldi együttes
- 2001: My VH1 Music Awards: Az Év Videója "It's My Life"
- 2002: My VH1 Music Awards: Leghevesebb Élő Show
- 2004: American Music Award: Érdemdíj
- 2005: Gyémánt díj a World Music Awards-on a 100 millió eladott albumért
- 2006: UK A Hírnév Varietéje
- 2006: CMT Music Awards: Legegyüttműködőbb Videó "Who Says You Can't Go Home"
- 2007: People’s Choice Awards: Legjobb Rock Dal A "Who Says You Can't Go Home"-ért
- 2007: Grammy-díj: Az Országgal Legjobban Együttműködő A "Who Says You Can't Go Home"-ért
- 2010: Global Icon díj

## Fordítás
- Ez a szócikk részben vagy egészben  a   Bon Jovi című angol Wikipédia-szócikk fordításán alapul.  Az eredeti cikk szerkesztőit annak laptörténete sorolja fel. Ez a jelzés csupán a megfogalmazás eredetét és a szerzői jogokat jelzi, nem szolgál a cikkben szereplő információk forrásmegjelöléseként.